# Future Card Buddyfight
Future Card Buddyfight (フューチャーカード バディファイト?, Fyūchā Kādo Badifaito) è un media franchise giapponese prodotto dalla Bushiroad. Consiste in un gioco di carte collezionabili, in un manga serializzato sul CoroCoro Comic di Shogakukan dal 15 novembre 2013 al 13 aprile 2018 e in una serie televisiva anime realizzata da OLM e Xebec trasmessa tra il 4 gennaio 2014 e il 4 aprile 2015.

## Personaggi
Gaō Mikado (未門 牙王?, Mikado Gaō)
Doppiato da: Marie Mizuno
Drum Bunker Dragon (ドラムバンカー・ドラゴン?, Doramubankā Doragon)
Doppiato da: Shintarō Ōhata
Tasuku Ryūenji (龍炎寺 タスク?, Ryūenji Tasuku)
Doppiato da: Sōma Saitō
Jackknife Dragon (ジャックナイフ・ドラゴン?, Jakkunaifu Doragon)
Doppiato da: Hiroki Yasumoto
Kuguru Uki (宇木 くぐる?, Uki Kuguru)
Doppiata da: Mikoi Sasaki
Baku Ōmori (大盛 爆?, Ōmori Baku)
Doppiato da: Shūta Morishima
Noboru Kodō (虎堂 ノボル?, Kodō Noboru)
Doppiato da: Izumi Kitta
Paruko Nanana (奈々菜 パル子?, Nanana Paruko)
Doppiata da: Sora Tokui
Hanako Mikado (未門 花子?, Mikado Hanako)
Doppiata da: Suzuko Mimori
Tetsuya Kurodake (黒岳 テツヤ?, Kurodake Tetsuya)
Doppiato da: Kazutomi Yamamoto
Asmodai (アスモダイ?, Asumodai)
Doppiato da: Tetsuharu Ōta
Kiri Hyōryū (氷竜 キリ?, Hyōryū Kiri)
Doppiato da: Aimi Terakawa
Rōga Aragami (荒神 ロウガ?, Aragami Rōga)
Doppiato da: Minoru Hirota
Drum Bunker Dragon Father (ドラムバンカー・ドラゴン・ファーザー?, Doramubankā Doragon Fāzā)
Doppiato da: Chikao Ōtsuka
Sophia Sakharov (ソフィア・サハロフ?, Sofia Saharofu)
Doppiata da: Mamiko Noto
Magoroku Shidō (祠堂 孫六?, Shidō Magoroku)
Doppiato da: Kenta Zaima
Kazane Fujimiya (富士宮風音?, Fujimiya Kazane)
Doppiata da: Mariko Honda
Yuga Mikado (未門友牙?, Mikado Yuga)
Doppiato da: Takumi Mano

## Media

### Manga
È stata realizzata una serie manga di Future Card Buddyfight ispirata all'omonimo gioco di carte e curata da Mitsuhisa Tamura. Il fumetto è stato serializzato dal 15 novembre 2013 al 13 aprile 2018 sulla rivista CoroCoro Comic edita da Shogakukan. I vari capitoli sono stati raccolti in undici volumi tankōbon.
Un ulteriore manga intitolato Future Card: Shin Buddyfight curato sempre da Mitsuhisa Tamura è stato pubblicato su CoroCoro Comic dal maggio 2018, il quale narra le vicende successive a quello precedente al febbraio 2019. I capitoli sono stati raccolti in quattro volumi tankōbon.

#### Volumi
| Future Card Buddyfight (11 volumi)      |                  |                                                                             |
| 1                                       | 25 marzo 2014    | ISBN 978-4-09-141738-1 (ed. regolare) ISBN 978-4-09-159190-6 (ed. limitata) |
| 2                                       | 28 agosto 2014   | ISBN 978-4-09-141796-1                                                      |
| 3                                       | 23 gennaio 2015  | ISBN 978-4-09-141858-6                                                      |
| 4                                       | 26 giugno 2015   | ISBN 978-4-09-142018-3                                                      |
| 5                                       | 28 dicembre 2015 | ISBN 978-4-09-142113-5                                                      |
| 6                                       | 28 marzo 2016    | ISBN 978-4-09-142152-4                                                      |
| 7                                       | 26 agosto 2016   | ISBN 978-4-09-142185-2                                                      |
| 8                                       | 28 dicembre 2016 | ISBN 978-4-09-142268-2                                                      |
| 9                                       | 28 aprile 2017   | ISBN 978-4-09-142387-0                                                      |
| 10                                      | 28 novembre 2017 | ISBN 978-4-09-142528-7                                                      |
| 11                                      | 27 aprile 2018   | ISBN 978-4-09-142654-3                                                      |
| Future Card: Shin Buddyfight (4 volumi) |                  |                                                                             |
| 1                                       | 25 ottobre 2018  | ISBN 978-4-09-142823-3                                                      |
| 2                                       | 28 marzo 2019    | ISBN 978-4-09-142894-3                                                      |
| 3                                       | 28 novembre 2019 | ISBN 978-4-09-143087-8                                                      |
| 4                                       | 27 marzo 2020    | ISBN 978-4-09-143167-7                                                      |

### Anime
Un adattamento animato basato sul gioco di carte è stato prodotto da OLM e Xebec. 
La prima stagione è Iniziata su TV Aichi dal 4 gennaio 2014 al 4 aprile 2015. Successivamente lo stesso staff e gli stessi studi di animazione hanno prodotto nuove serie intitolate: Future Card Buddyfight 100, trasmessa dall'11 aprile 2015 al 26 marzo 2016, Future Card Buddyfight Triple D, dal 1º aprile 2016 al 24 marzo 2017, Future Card Buddyfight X, dal 1º aprile 2017 al 30 marzo 2018, Future Card Buddyfight X: All-Star Fight, dal 7 aprile al 26 maggio 2018 e Future Card Buddyfight Ace dal 2 giugno 2018 al 29 marzo 2019. 
La serie è inoltre stata trasmessa in simulcast con il doppiaggio in inglese in Nord America, Singapore e Malaysia tramite YouTube, Hulu e Crunchyroll.